# Velîka Dobron, Ujhorod
Velîka Dobron (în ucraineană Велика Добронь) este o comună în raionul Ujhorod, regiunea Transcarpatia, Ucraina, formată numai din satul de reședință.

## Demografie
Componența lingvistică a comunei Velîka Dobron
     Maghiară (97,73%)
     Ucraineană (1,94%)
     Alte limbi (0,2%)
Conform recensământului din 2001, majoritatea populației comunei Velîka Dobron era vorbitoare de maghiară (97,73%), existând în minoritate și vorbitori de ucraineană (1,94%).